# Wenzel Müller
Wenzel Müller   (Městečko Trnávka, 26 de setembre de 1759 - Baden bei Wien, 3 d'agost de 1835), fou un compositor i director d'orquestra alemany.
Als dotze anys ja va compondre una missa i als setze fou nomenat director d'orquestra del teatre de Brunn, passant més tard amb el mateix càrrec al teatre Marinelli de Viena, on va romandre fins al 1806 i, per acabar, fou director altres vint-i-dos anys del Leopoldsadt de Viena. Per encàrrec de la duquessa de Weimar, Maria de Rússia tingué cura de l'educació musical de Johann Christian Lobe que més tard seria un bon compositor i teòric i, de Bernhard Cossmann que també seria un distingit violoncel·lista.
De fàcil inspiració i certa originalitat, va compondre més de 200 obres per al teatre, entre les que assoliren gran popularitat les titulades:
- Das neue Sonntargskind, (1794)
- Die Schwester von Prag, (1795)
- Die zauber Trommel, (1795)
- Der Jahrmarkt zu Grünewald (1797)
- Das Sonnenfest der Braminnen,
- Der Alte überall und nirgend,
- Die Teufelmühle,
- Der AlpenKönig und der Menschenfeind,

A més deixà, un gran nombre de cantates, misses i simfonies.